# Salón Kitty (película)
Salón Kitty es una película franco-germano-italiana dirigida en 1975 por Tinto Brass, a partir de la novela homónima de Peter Norden, sobre el Salon Kitty, burdel berlinés utilizado durante la Segunda Guerra Mundial por el servicio de inteligencia alemán Sicherheitsdienst (SD) como centro de espionaje.[cita requerida]

## Sinopsis
Unos meses después del inicio de la Segunda Guerra Mundial, los servicios de inteligencia de las SS se apodera del más lujoso prostíbulo de Berlín, el Salon Kitty, para utilizarlo como centro de espionaje para arrancar confidencias a dignatarios extranjeros, hombres de negocios y oficiales alemanes. 
El arribista Helmut Wallenberg (Helmut Berger) dirige el establecimiento desde la sombra, haciendo la selección de las agentes prostitutas. Estas realizan su misión sin contratiempos hasta que una de ellas, Margherita (Teresa Ann Savoy), se enamora de un capitán de la Luftwaffe hostil a Hitler.
- Datos: Q210509
- Multimedia: Salon Kitty / Q210509